# 丹尼·古爾沙
丹尼爾·干沙利斯·古爾沙（西班牙語：Daniel González Güiza，1980年8月17日—）是一名西班牙的職業足球員，擔任前鋒，現在效力西班牙足球乙二级联赛球會Atlético Sanluqueño，效力西甲球隊皇家馬略卡時，在2007－2008年的賽季中更力壓各名牌射手奪得西甲神射手的寶座，亦得到了歐洲銀靴獎。

## 球會生涯
古爾沙青年時代在薩雷斯開始其職業足球生涯，其後古爾沙被西甲球隊皇家馬略卡發掘。不過，古爾沙首個馬略卡球季被外借到西丙的杜斯靴曼拿斯（[Dos Hermanas），平均每兩場就入球，得以返回皇家馬略卡B隊。
在皇家馬略卡的三個球季，古爾沙未能在一隊站住腳，一直都在一隊和後備隊中浮浮沈沈。他在皇家馬略卡A隊中只上陣七場射入一球，在皇家馬略卡B隊卻上陣70場射入28球。
最終，古爾沙再次被外借，維爾瓦和巴塞隆納的B隊先後成為他的東家。古爾沙在這兩支球隊中表現未見特出，為了尋找轉機，他轉會至西乙的穆爾西亞城（Ciudad de Murcia），它是皇家穆爾西亞的衛星隊。古爾沙正正是在穆爾西亞城找到在他的職業生涯的一個轉折點，兩個賽季就進了36個進球。
古爾沙及後一季藉著西乙的優秀表現重返西甲，加盟已升班一年但未站穩住腳的赫塔費。古爾沙在赫塔費表現不錯，2006－07年賽季進了11球。
2007年7月，古爾沙回到了皇家馬略卡，並成為2007－2008年的賽季的西甲神射手，總共攻入了27球，而且沒有一球是點球。這令到各大球會都想羅致古爾沙如羅馬、巴塞羅那、皇家馬德里、費倫巴治、華倫西亞及阿仙奴等。
經過掙扎後，古爾沙於2008年7月轉投土超班霸費倫巴治。首個在費倫巴治的賽季，古爾沙射入十一球，但費倫巴治只能得到聯賽第四名，無緣歐聯。
2012年9月，古爾沙外借加盟馬來西亞足球超級聯賽勁旅柔佛， 為期半年。他為柔佛上陣11場進7球。
2013年9月，古爾沙轉投巴拉圭球隊波特諾山丘，為該隊上陣46場進15球。
2015年3月，古爾沙被巴拉圭球隊波特諾山丘解約，成為自由球員，8月和西班牙足球丙級聯賽卡的斯簽約。

## 國家隊生涯
2007年11月8日，古爾沙第一次被徵召入西班牙隊。這次徵召是為了應付2008年歐洲國家盃外圍賽對陣北愛爾蘭隊的比賽。直到2008年歐洲國家盃前，古爾沙代表西班牙上陣四場，沒有任何入球。

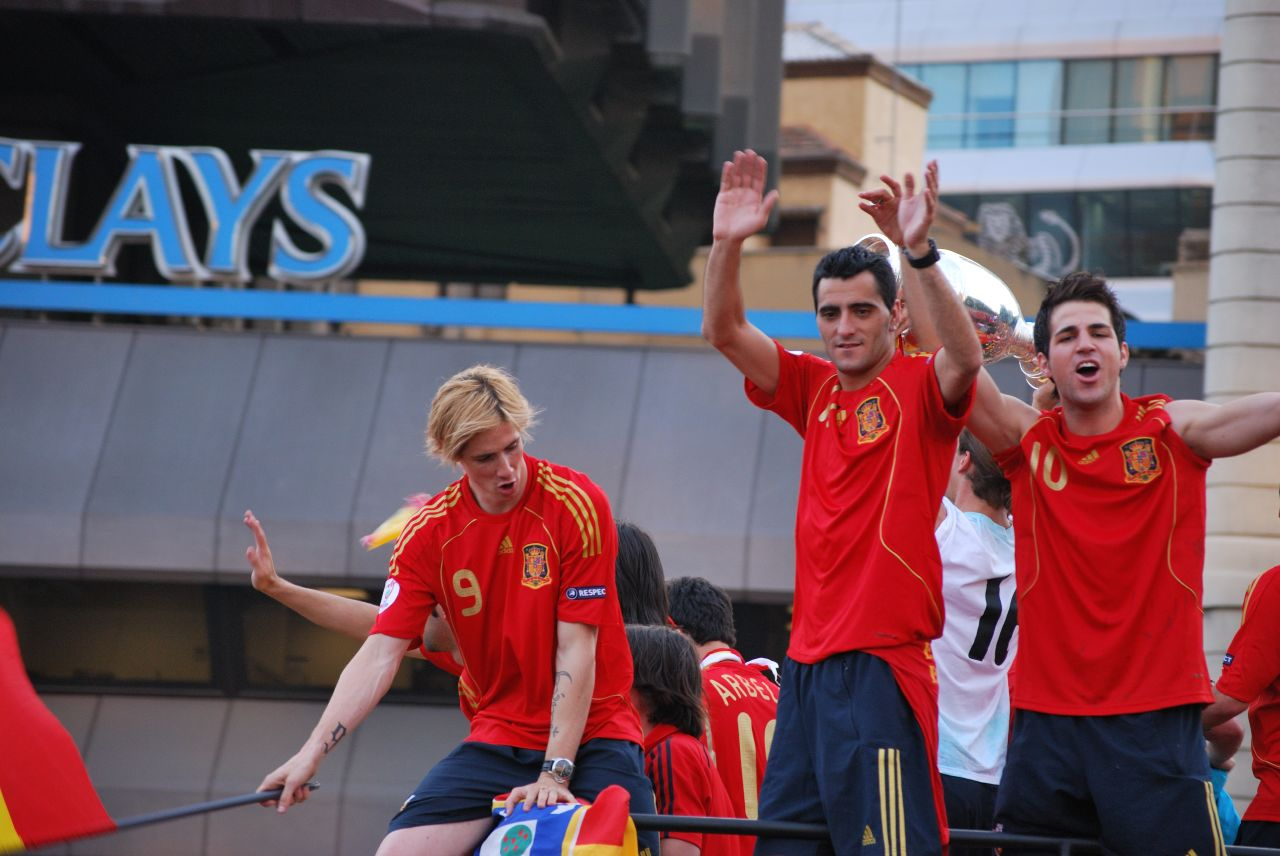
费尔南多·托雷斯、古爾沙和法布雷加斯慶祝奪得2008年歐洲國家盃

後來，古爾沙入選了2008年歐洲國家盃西班牙隊參賽名單中。古爾沙在6月18日分組賽對陣希臘隊的比賽中射入第一次國際賽入球，為西班牙隊鎖定勝局。6月26日舉行的準決賽，西班牙隊對戰俄羅斯隊，古爾沙於70分鐘進球，拉開比數使俄羅斯隊失去扳平的機會。古爾沙協助西班牙隊赢得2008年歐洲國家盃冠軍。
自2008年歐國盃後，雖然西班牙隊有著大卫·比利亚及费尔南多·托雷斯等前線好手，但古爾沙仍能成為西班牙隊的常客。作客亞塞拜然隊的友誼賽中，古爾沙取得一個入球。
一年後的2009年洲際國家盃，古爾沙同樣被挑選入伍，但古爾沙在分組賽并沒有大多上陣機會，只有大約30分鐘的上陣時間。在2009年6月28日的季軍戰中，古爾沙在西班牙隊落後南非隊一球時被派上陣。古爾沙神奇地在一分鐘內連入兩球，令西班牙隊反超前南非隊。最後西班牙隊在加時賽以3比2勝出，成為2009年洲際國家盃季軍。

## 技術風格
因為古爾沙帶球速度十分高，所以他精於快速反擊。由於他成長時效力的球會實力都不強，使身為前鋒的他處境困難，因而善於動腦走位，爭取入球。另外，古爾沙的球風非常獨特，并不像西班牙其他前鋒，當球賽呈膠著狀態時，古爾沙就能大派用場，為球隊增加進攻板斧。此特性令他即使效力水平比四大聯賽差的土耳其聯賽，仍能經常入選西班牙隊。
在2009年洲際國家盃季軍戰中，正正展現了上述三點：球賽呈膠著狀態時入替费尔南多·托雷斯，增加進攻變化，并一分鐘內連入兩球，一球利用美妙的走位，另一球是快速反擊。

## 統計

### 球會統計
| 球會表現  | 球會表現      | 球會表現 | 聯賽           | 聯賽 | 足總盃   | 足總盃   | 洲際賽 | 洲際賽 | 總數 | 總數 |
| 球季      | 球會          | 聯賽     | 出場           | 入球 | 出場     | 入球     | 出場   | 入球   | 出場 | 入球 |
| 西班牙    | 西班牙        | 西班牙   | 聯賽           | 聯賽 | 國王盃   | 國王盃   | 歐洲賽 | 歐洲賽 | 總數 | 總數 |
| --------- | ------------- | -------- | -------------- | ---- | -------- | -------- | ------ | ------ | ---- | ---- |
| 1998-99   | 赫雷斯        | 西乙     | 16             | 1    | -        | -        | -      | -      | 16   | 1    |
| 1999-2000 | 杜斯靴南迪斯  | 西丙     | 18             | 9    | -        | -        | -      | -      | 18   | 9    |
| 1999-2000 | 皇家馬略卡B隊 | 西丙     | 17             | 10   | -        | -        | -      | -      | 17   | 10   |
| 1999-2000 | 皇家馬略卡    | 西甲     | 1              | 0    | -        | -        | -      | -      | 1    | 0    |
| 2000-01   | 皇家馬略卡    | 西甲     | 5              | 1    | -        | -        | -      | -      | 5    | 1    |
| 2000-01   | 皇家馬略卡B隊 | 西丙     | 28             | 9    | -        | -        | -      | -      | 28   | 9    |
| 2001-02   | 皇家馬略卡B隊 | 西丙     | 25             | 9    | -        | -        | -      | -      | 25   | 9    |
| 2002-03   | 皇家馬略卡    | 西甲     | 1              | 0    | -        | -        | -      | -      | 1    | 0    |
| 2002-03   | 維爾瓦        | 西甲     | 4              | 0    | -        | -        | -      | -      | 4    | 0    |
| 2002-03   | 巴塞隆納B隊   | 西乙     | 15             | 5    | -        | -        | -      | -      | 15   | 5    |
| 2003-04   | 穆爾西亞城    | 西乙     | 40             | 16   | 2        | 0        | -      | -      | 42   | 16   |
| 2004-05   | 穆爾西亞城    | 西乙     | 41             | 21   | 2        | 0        | -      | -      | 43   | 21   |
| 2005-06   | 赫塔費        | 西甲     | 32             | 9    | -        | -        | -      | -      | 32   | 9    |
| 2006-07   | 赫塔費        | 西甲     | 29             | 11   | 6        | 6        | -      | -      | 35   | 17   |
| 2007-08   | 皇家馬略卡    | 西甲     | 37             | 27   | 5        | 2        | -      | -      | 42   | 29   |
| 土耳其    | 土耳其        | 土耳其   | 聯賽           | 聯賽 | 土耳其杯 | 土耳其杯 | 歐洲賽 | 歐洲賽 | 總數 | 總數 |
| 2008-09   | 費倫巴治      | 土超     | 31             | 11   | 7        | 1        | 6      | 2      | 44   | 14   |
| 總和      | 西班牙        | 西班牙   | 309            | 128  | 15       | 8        | -      | -      | 324  | 136  |
| 總和      | 土耳其        | 土耳其   | '31\|\|11\|\|7 | 1    | 6        | 2        | 44     | 14     |      |      |
| 總和      | 總和          | 總和     | 340            | 139  | 22       | 9        | 6      | 2      | 368  | 150  |

### 國際賽統計
| 國家隊 | 球季    | 出場 | 進球 | 助攻 |
| ------ | ------- | ---- | ---- | ---- |
| 西班牙 | 2007–08 | 8    | 2    | 2    |
| 西班牙 | 2008–09 | 8    | 3    | 3    |
| 總計   | 總計    | 16   | 5    | 5    |

#### 國際賽入球
| #  | 日期           | 地點                                 | 對手   | 入球  | 結果  | 比賽             |
| -- | -------------- | ------------------------------------ | ------ | ----- | ----- | ---------------- |
| 1. | 2008年6月18日  | 奧地利薩爾茨堡沃斯·塞爾岑海姆球場    | 希腊   | 1 - 2 | 1 - 2 | 2008年歐洲國家盃 |
| 2. | 2008年6月26日  | 奧地利維也納恩斯特·哈佩爾球場        | 俄羅斯 | 0 - 2 | 0 - 3 | 2008年歐洲國家盃 |
| 3. | 2009年6月9日   | 亞塞拜然巴庫 Tofik Bakhramov Stadium |        | 0 - 5 | 0 - 6 | 友誼賽           |
| 4. | 2009年6月28日  | 南非勒斯滕堡皇家班巴夫肯球場         | 南非   | 1–1   | 3–2   | 2009年洲際國家盃 |
| 5. | 2009年6月28日  | 南非勒斯滕堡皇家班巴夫肯球場         | 南非   | 2–1   | 3–2   | 2009年洲際國家盃 |
| 6. | 2009年11月18日 | 奧地利維也納安斯夏普球場             | 奥地利 | 1–4   | 1–5   | 友誼賽           |

## 榮譽

### 球會
費倫巴治：
- 土耳其超級盃 冠軍（2009年）

### 國家隊
西班牙國家隊：
- 歐洲國家盃 冠軍（2008年）

### 個人
- 西甲神射手（2007/08年）
- 西班牙賽季最佳射手（2007/08年）
- 歐洲銀靴獎（2007/08年）

## 外部連結
- Dani Güiza Personal Web
- Stats at Liga de Fútbol Profesional

| 前任： 雲尼斯達萊 | 西甲神射手 2007 – 2008 | 繼任： 科蘭 |